# Kwartet Jorgi (album 1988)
Kwartet Jorgi to (tzw. biskupiński dla odróżnienia od innych albumów o tej samej nazwie) album zespołu Kwartet Jorgi nagrany w naturalnej scenerii Biskupina z wykorzystaniem tradycyjnych ludowych instrumentów muzycznych.

## Historia powstania
Andrzej Puczyński, lider zespołu Exodus i założyciel studia Izabelin namówiony został przez managera Kwartetu Jorgi, Jacka Bonikowskiego, by jego ówczesny nabytek, magnetofon Tascam wykorzystać do zarejestrowania płyty zespołu na wsi.
W okresie 6–11 maja 1988 w godzinach nocnych muzycy kwartetu wewnątrz biskupińskich chat rozpalali ogniska i rejestrowali utwory oparte na motywach zaczerpniętych "od Karpat po Irlandię". Pomiędzy nagraniami muzycy przebywali w dworku dawnego właściciela gdzie odwiedzał ich Walenty Szwajcer, odkrywca Biskupina.

Dlaczego w Biskupinie? To proste. Chodziło o przestrzeń i głębszy oddech. Zachciało nam się patrzeć na drugi brzeg jeziora, przywoływać czas zaprzeszły nocą wiosenną. W polskich Pompejach. (..) Wtedy, kiedy graliśmy, Biskupin był dla nas miejscem najważniejszym. Jesteśmy Poznańczykami i tutaj są nasze kręgi najbliższe, nasza ziemia tajemna, nasze gniazdowiska.

W zamierzeniu wydany w 1988 roku album miał być dwupłytowy, jednak przed likwidacją Polskich Nagrań udało się wydać jedynie jeden album analogowy. Ostatecznie po odnalezieniu oryginalnej taśmy całość po powtórnym opracowaniu ukazała się jako płyta kompaktowa w 1992 roku.

## Lista utworów
| 1.  | "Czarny młyn" | 1:26    |
|     | - Maciej Rychły – sierszeńki - Grzegorz Kawka - altówka - Waldemar Rychły - gitary - Andrzej Trzeciak - wiolonczela |         |
| 2.  | "Tańce irlandzkie – The Jig" | 1:59    |
|     | - Maciej Rychły - sierszeńki - Grzegorz Kawka - altówka - Waldemar Rychły - gitary - Andrzej Trzeciak - wiolonczela |         |
| 3.  | "Czarny młyn" | 4:59    |
|     | - Maciej Rychły - piszczałka jaworowa, przebierka kozła lubuskiego, bębny ramowe, sulki (okaryna beskidzka) - Grzegorz Kawka - altówka - Waldemar Rychły - gitary - Andrzej Trzeciak - wiolonczela                                |         |
| 4.  | "Szklana kula" | 4:58    |
|     | - Maciej Rychły - ligawa (puszczańska trąba kurpiowska), wczesnośredniowieczne piszczałki wielkopolskie, tarło drewniane - Grzegorz Kawka - makówki, dzwonki, altówka - Waldemar Rychły - gitary - Andrzej Trzeciak - wiolonczela |         |
| 5.  | "Nowe oberki" | 3:56    |
|     | - Maciej Rychły - piszczałka jaworowa - Grzegorz Kawka - makówki, altówka - Waldemar Rychły - gitary - Andrzej Trzeciak - wiolonczela                                                                                             |         |
| 6.  | "Gopło" | 15:06   |
|     | - Maciej Rychły - sierszeńki, turkac z badyla szaleju, rożek stroikowy z dźwięcznikiem, skuducze, flety blokowe, cytra, muszle - Grzegorz Kawka - altówka - Waldemar Rychły - gitary - Andrzej Trzeciak - wiolonczela             |         |
| 7.  | "Wisielec" | 4:35    |
|     | - Maciej Rychły - piszczałka jaworowa, przebierka kozła lubuskiego - Grzegorz Kawka - bęben z brzękadłami, altówka - Waldemar Rychły - gitary - Andrzej Trzeciak - cajun triangiel, wiolonczela                                   |         |
| 8.  | "Gniewków" | 4:17    |
|     | - Maciej Rychły - piszczałka jaworowa, duduk ormiański z arcydzięgla - Grzegorz Kawka - altówka - Waldemar Rychły - gitary - Andrzej Trzeciak - wiolonczela                                                                       |         |
| 9.  | "Uroczysko" | 2:38    |
|     | - Maciej Rychły - duduk ormiański z arcydzięgla - Grzegorz Kawka - altówka - Waldemar Rychły - gitary - Andrzej Trzeciak - strąki i suche liście, wiolonczela                                                                     |         |
| 10. | "Aksak" | 2:32    |
|     | - Maciej Rychły - piszczałka jaworowa - Grzegorz Kawka - altówka - Waldemar Rychły - gitary - Andrzej Trzeciak - wiolonczela |         |
| 11. | "Wisielec" | 0:54    |
|     | - Maciej Rychły - przebierka kozła lubuskiego - Grzegorz Kawka - dzwonki, altówka - Waldemar Rychły - gitary - Andrzej Trzeciak - wiolonczela                                                                                     |         |
| 12. | "Bałkany" | 3:38    |
|     | - Maciej Rychły - piszczałka jaworowa, flety blokowe, janczary - Grzegorz Kawka - altówka - Waldemar Rychły - gitary - Andrzej Trzeciak - wiolonczela                                                                             |         |
| 13. | "Romanesca" | 4:48    |
|     | - Maciej Rychły - piszczałka jaworowa, kena - Grzegorz Kawka - altówka - Waldemar Rychły - gitary - Andrzej Trzeciak - wiolonczela                                                                                                |         |
| 14. | "Tańce irlandzkie – The Reel" | 2:39    |
|     | - Maciej Rychły - sierszeńki - Grzegorz Kawka - altówka - Waldemar Rychły - gitary - Andrzej Trzeciak - wiolonczela |         |
| 15. | "Noc" | 9:14    |
|     | - Maciej Rychły - multanki, bębenki wodne z rdestu ostrolistnego - Grzegorz Kawka - altówka - Waldemar Rychły - gitary - Andrzej Trzeciak - gongi, wiolonczela                                                                    |         |
|     | | 1:07:39 |
|     | |         |